# Lawrence A. Cremin
Lawrence Arthur "Larry" Cremin (31 octobre 1925 à Manhattan, New York – 4 septembre 1990 à New York) est un historien de l'éducation américain.
Il remporte le prix Pulitzer d'histoire en 1981 avec son ouvrage American Education: The National Experience, 1783-1876, deuxième volume d'une trilogie publiée entre 1970 et 1988, consacrée à l'histoire de l'école américaine. Le premier volume, publié en 1970 étudiait les années 1607 à 1783, et le troisième volume est consacré aux années 1876-1980.

## Biographie
Il fait ses études au Hunter College Elementary School, une école pour les enfants précoces, puis ses études secondaires à la Townsend Harris High School, où il obtient son diplôme à 15 ans. Il fait ses études universitaires au City College of New York où il obtient une licence de sciences en 1946. Il commence des études de musique au Teachers College de l'université Columbia, mais s'oriente vers des études en histoire de l'éducation, discipline dans laquelle il obtient son master en 1947, puis son doctorat en 1949. Il publie sa thèse sous l'intitulé The American Common School en 1951. Il commence à enseigner au Teachers College de l'université Columbia, une faculté de cette université où il réalise la totalité de sa carrière académique. En 1961, après la publication de son ouvrage le plus connu, The Transformation of the School, il est nommé professeur d'éducation, titulaire de la chaire Frederick A. P. Barnard, et membre du département d'histoire de Columbia. Il dirige l'Institut de philosophie et de politiques de l'éducation du Teachers College (Teachers College's Institute of Philosophy and Politics of Education) de 1965 à 1974, avant de devenir le septième président du collège, poste qu'il occupe de 1974 à 1984. Il retourne ensuite à l'enseignement et à la recherche.
Au Teachers College, Lawrence A. Cremin élargit l'étude de l'histoire de l'éducation américaine au-delà de l'approche centrée sur l'école, comme c'était alors la norme dans les années 1940, et propose une approche plus globale qui examine d'autres organismes et institutions. Il intègre à son étude d'autres champs historiques, et pratique en outre l'étude comparative des méthodes d'éducation dans d'autres régions et pays.
En 1985, tout en travaillant toujours à l'université Columbia, et plus particulièrement au Teachers College, il préside la Fondation Spencer, une institution de recherche sur l'éducation installée à Chicago.
Lawrence A. Cremin remporte en 1962 le prix Bancroft en histoire américaine, pour son livre nommé Transformation of the School: Progressivism in American Education, 1876–1957, publié en 1961. Il y traite de l'importance de l'anti-intellectualisme dans le système scolaire américain, à travers le développement de sujets scolaires non-académiques, et des méthodes pédagogiques non-autoritaires, qu'il associe avec la grande hausse de la scolarisation au cours de cette période. Il reçoit en 1981 le prix Pulitzer d'histoire pour son ouvrage sur l'histoire de l'éducation américaine nommé American Education: The National Experience, 1783–1876, publié l'année précédente,,. 
En 1974, il est élu membre de l'American Antiquarian Society.
En 1990, il publie Popular Education and Its Discontents;  avant de mourir d'une crise cardiaque, le 4 septembre de cette même année, à New York. Il était marié à Charlotte Raup, qu'il a épousée en 1956. Elle est la fille de deux professeurs de l'université Columbia : le psychologue de l'éducation Robert Bruce Raup, du Teachers College, et l'économiste Clara Eliot, qui travaillait au Barnard College.

## Publications
- Transformation of the School : Progressivism in American Education, 1876-1957, Knopf, 1961 (OCLC 175047)
- American Education : The National Experience, 1783-1876, Harper & Row, 1980
- Popular Education and its Discontents, Harper & Row, 1990, 134 p. (ISBN 978-0-06-016270-2)